# Socorro (Texas)
Socorro é uma cidade localizada no estado norte-americano do Texas, no Condado de El Paso.

## Demografia
Segundo o censo norte-americano de 2000, a sua população era de 27.152 habitantes.
Em 2006, foi estimada uma população de 31.080, um aumento de 3928 (14.5%).

## Geografia
De acordo com o United States Census Bureau tem uma área de
45,3 km², dos quais 45,3 km² cobertos por terra e 0,0 km² cobertos por água.

## Localidades na vizinhança
O diagrama seguinte representa as localidades num raio (geometria) de 12 km ao redor de Socorro.